# Michail Alexandrowitsch Karzew
Michail Alexandrowitsch Karzew (russisch Михаил Александрович Карцев, englische Transkription Mikhail Alexandrovich Kartsev; * 10. Mai 1923 in Kiew; † 23. April 1983 in Moskau) war ein sowjetischer Computeringenieur.

## Leben
Karzew stammte aus einer Lehrerfamilie und war gleich nach dem Schulabschluss 1941 bis Anfang 1947 Soldat in einer Panzereinheit. Gleich nach seiner Entlassung studierte er am Moskauer Institut für Elektrotechnik (MEPI) in der Radiotechnik-Abteilung. Noch während des Studiums war er in das M-1-Projekt des Baus eines frühen Computers (unter Isaak Bruk und Nikolai Jakowlewitsch Matjuchin) eingebunden. Das Team bestand aus jungen Ingenieuren. Matjuchin war sogar vier Jahre jünger als Karzew.
1952 leitete er im Labor von Bruk den Bau des Nachfolgers M-2, den sie in nur anderthalb Jahren vollendeten. Es war 1953 in Betrieb und lief ohne große Komplikationen fünfzehn Jahre lang. 1956 erweiterte Karzew es um einen Ferritkern-Speicher. 1957 wurde er von Bruk mit der wissenschaftlichen Leitung des M-4-Projekts für Prozessrechner von Radarnetzwerken zur Luftabwehr beauftragt (in leitender Funktion beteiligt waren auch A. G. Shishlov und V. S. Seminikhin). Er war einer der ersten sowjetischen Computer der 2. Generation mit Transistorlogik. Der erste Rechner stand 1959 für Testzwecke zur Verfügung. Noch während der Erprobungsphase machte der technische Fortschritte die Weiterentwicklung zum M-4M nötig (wozu Karzew allerdings erhebliche bürokratische Widerstände überwinden musste), die von 1964 bis 1985 produziert wurde und von der rund 100 Exemplare entstanden, alle zur Luftverteidigung.
Sein Vorschlag eines RISC-Prozessors mit Parallelrechner-Komponenten (M-9), der seiner Zeit weit voraus war und die 1000fache Leistung der BESM-6 haben sollte (die rund 1 Million Instruktionen pro Sekunde erreichte), setzte sich 1967 nicht durch, da die notwendigen elektronischen Komponenten nicht zur Verfügung standen. Ideen daraus wurden aber in das M-10-Projekt eines Supercomputers übernommen, das 1969 begann. 1973 wurde der erste Rechner ausgeliefert und er wurde 15 Jahre produziert. Sie fanden insbesondere im Frühwarnsystem für ballistische Interkontinentalraketen Verwendung und waren als geheim eingestuft. Karzew gelang es aber, auch die Verwendung für rein wissenschaftliche Zwecke voranzutreiben, zum Beispiel in der Plasmaphysik (für Fusionsreaktoren) – der Rechner war viel schneller als die zeitgenössischen ES-1040 und zwanzigmal schneller als die BESM-6. 1977 erhielt er dafür wieder einen Staatspreis der UdSSR.
1967 erhielt sein Entwurfsbüro (Teil des Instituts für Elektronische Kontrollmaschinen von Bruk) ein eigenes Gebäude. Sein Institut wurde später nach seinem Tod nach ihm benannt.
1978 begann er sein Projekt eines Supercomputers M-13 mit 225 Vektorprozessoren. Die Produktion begann 1984. Er wurde ebenso wie der M-10 in der Raketenabwehr eingesetzt.
Er schrieb auch Bücher über Computerarchitektur.
1956 wurde er promoviert (Kandidatentitel). Für seine Arbeit an der M-4M erhielt er den russischen Doktortitel und 1967 den Staatspreis der UdSSR.
Er erhielt den Leninorden und den Roten Banner der Arbeit.